# Jocs de la Commonwealth

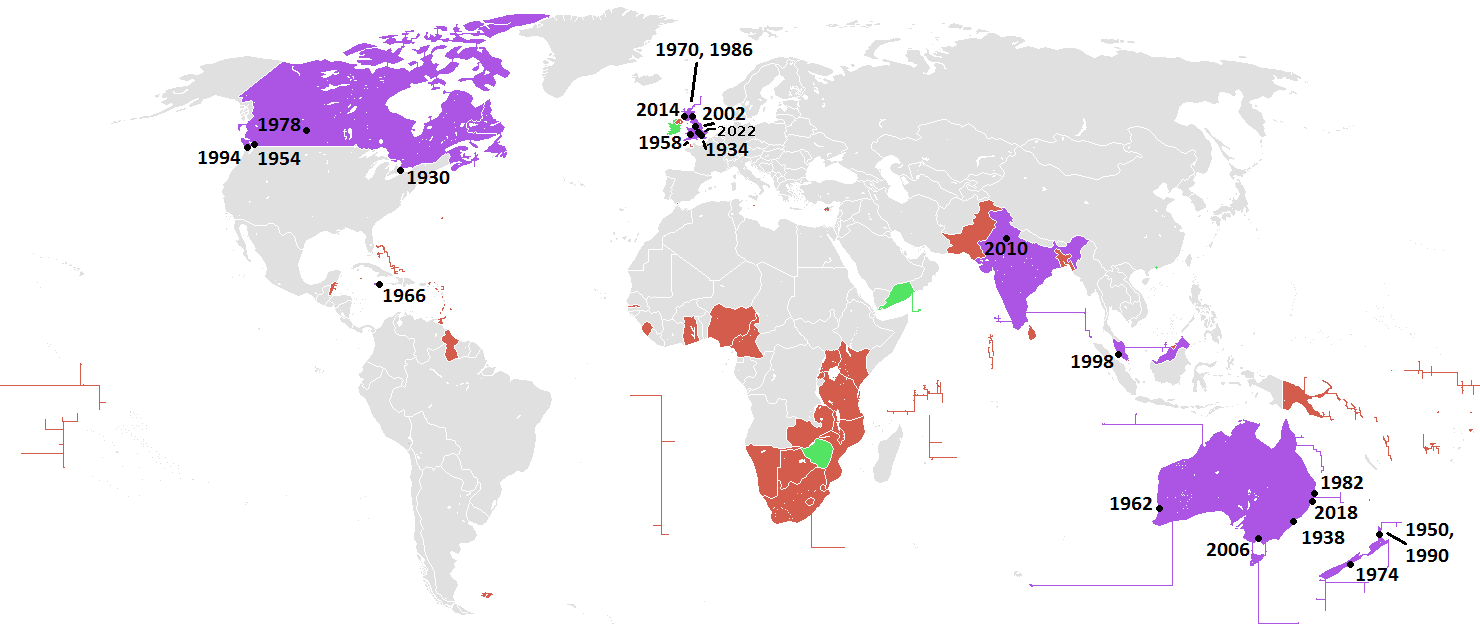
Països que han participal als Jocs de la Commonwealth.

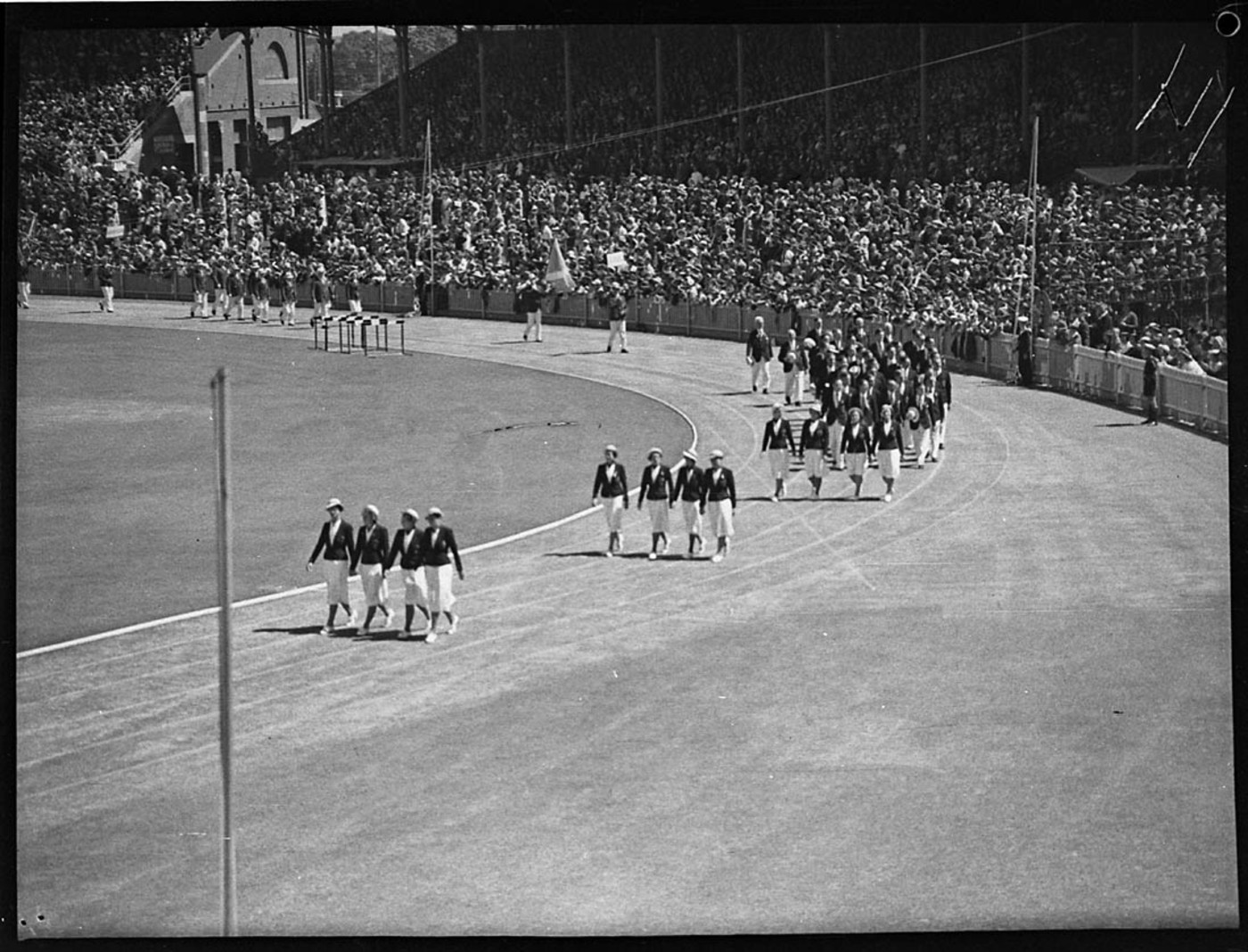
Cerimònia d'obertura dels Jocs de 1938.

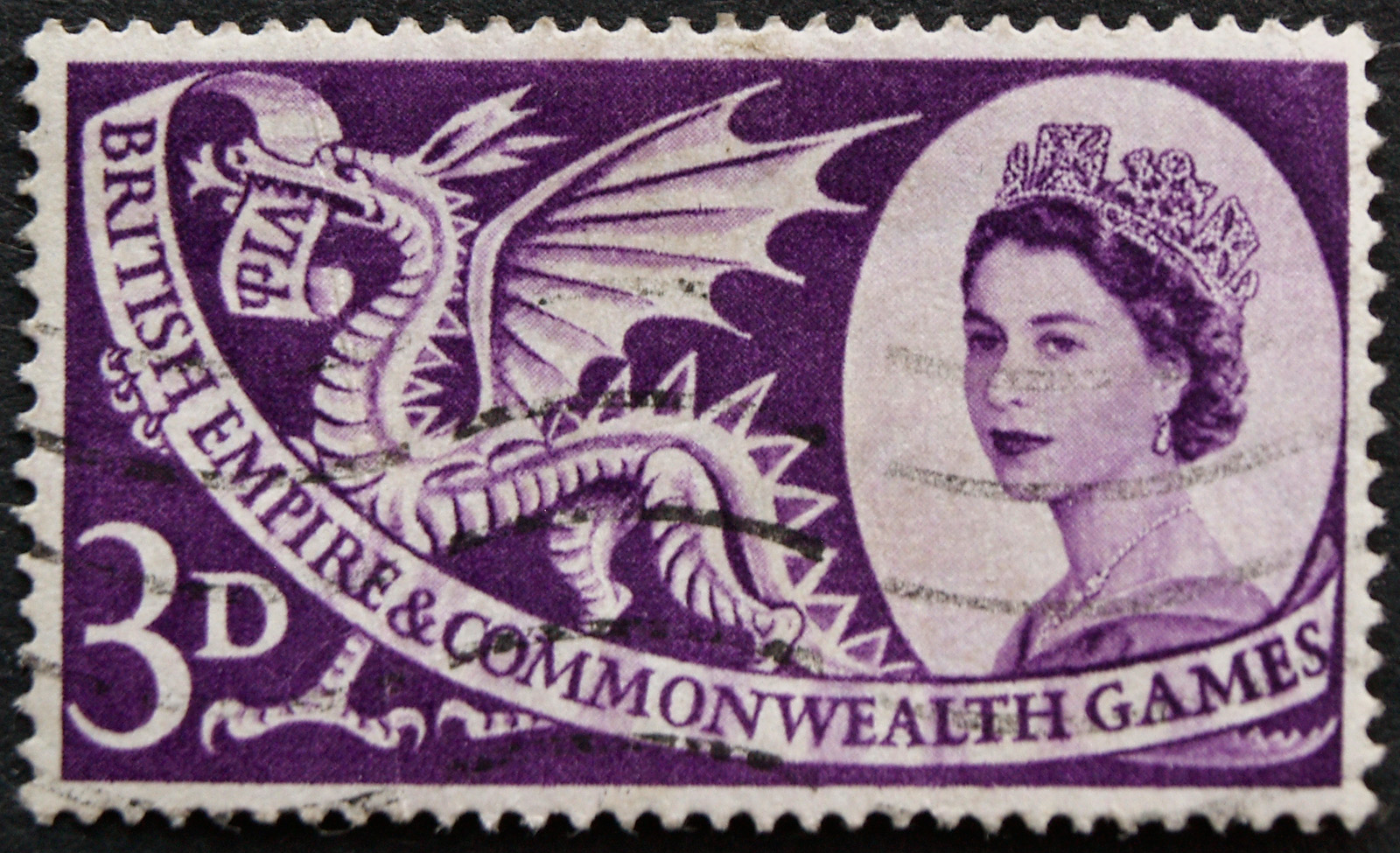
Segell dels Jocs de 1958.

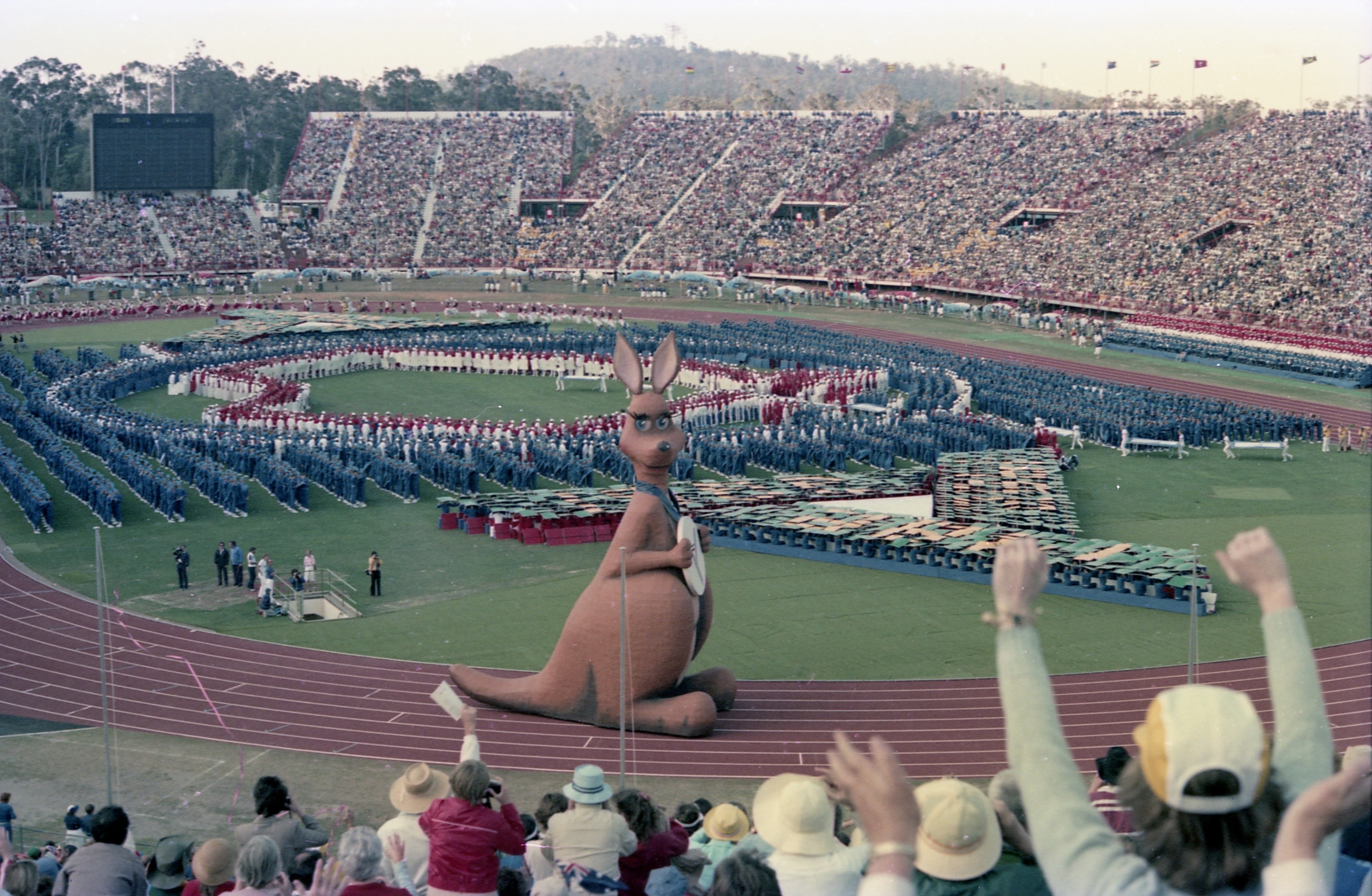
Cerimònia d'obertura dels Jocs de 1982.

Els Jocs de la Commonwealth (en català, Jocs de la Mancomunitat) són una competició multi-esportiva disputada cada quatre anys i on hi prenen part esportistes dels països que formen part de la Mancomunitat Britànica de Nacions.
A la pràctica, són una versió reduïda dels Jocs Olímpics, similars a altres Jocs regionals que se celebren arreu del món, com ara els Jocs Panamericans, els Jocs Asiàtics o els Jocs del Mediterrani. A més dels jocs més tradicionals, com l'atletisme, la natació, la gimnàstica o el ciclisme, es disputen competicions d'esports més habituals a aquests països com ara l'esquaix, el rugbi a set, les bitlles o el netball. També es disputen diverses proves per a esportistes amb discapacitat.
En aquesta competició, les quatre nacions britàniques hi participen amb equips propis, Anglaterra, Escòcia, Gal·les i Irlanda del Nord. També ho fan altres territoris britànics com l'Illa de Man o l'Illa de Jersey.
El primer cop que va sorgir la idea d'organitzar una competició d'aquest tipus fou l'any 1891, quan el reverend Astley Cooper va escriure un article a The Times suggerint la creació d'un festival esportiu panbritànic i pananglicà que se celebraria cada quatre anys i serviria per augmentar l'amistat i bona harmonia dels països de l'imperi Britànic.
La primera edició va tenir lloc el 1930 a la ciutat de Hamilton al Canadà, rebent el nom de Jocs de l'Imperi Britànic. No es van disputar durant la Segona Guerra Mundial, celebrant-se cada quatre anys des d'aleshores. El 1954 s'anomenaren Jocs de l'Imperi Britànic i de la Mancomunitat, el 1970 Jocs de la Mancomunitat Britànica, i el 1978 adoptaren la seva denominació actual de Jocs de la Mancomunitat (Commonwealth Games).
Només sis països han participat en totes les edicions dels jocs: Austràlia, Nova Zelanda, Canadà, Anglaterra, Escòcia i Gal·les. S'han produït diversos boicots per motius polítics. El més important el dels Jocs de 1986 disputats a Edimburg, quan 32 països d'Àfrica, Àsia i el Carib no acudiren en protesta per l'actitud amistosa del govern de Margaret Thatcher amb el règim racista de Sud-àfrica.

## Edicions
| I                                              | 1930 | Hamilton     | 6                                            | 11                                           | 16 ago 1930                                  | 23 ago 1930                                  | 400                                          | Anglaterra                                   | [ 3 ]                                        |                                              |                                              |
| II                                             | 1934 | London       | 6                                            | 16                                           | 4 ago 1934                                   | 11 ago 1934                                  | 500                                          | Anglaterra                                   | [ 4 ]                                        |                                              |                                              |
| III                                            | 1938 | Sydney       | 7                                            | 15                                           | 5 feb 1938                                   | 12 feb 1938                                  | 464                                          | Austràlia                                    | [ 5 ]                                        |                                              |                                              |
| –                                              | 1942 | Montreal     | Edició cancel·lada per la II Guerra Mundial. | Edició cancel·lada per la II Guerra Mundial. | Edició cancel·lada per la II Guerra Mundial. | Edició cancel·lada per la II Guerra Mundial. | Edició cancel·lada per la II Guerra Mundial. | Edició cancel·lada per la II Guerra Mundial. | Edició cancel·lada per la II Guerra Mundial. | Edició cancel·lada per la II Guerra Mundial. | Edició cancel·lada per la II Guerra Mundial. |
| –                                              | 1946 | Cardiff      | Edició cancel·lada per la II Guerra Mundial. | Edició cancel·lada per la II Guerra Mundial. | Edició cancel·lada per la II Guerra Mundial. | Edició cancel·lada per la II Guerra Mundial. | Edició cancel·lada per la II Guerra Mundial. | Edició cancel·lada per la II Guerra Mundial. | Edició cancel·lada per la II Guerra Mundial. | Edició cancel·lada per la II Guerra Mundial. | Edició cancel·lada per la II Guerra Mundial. |
| IV                                             | 1950 | Auckland     | 9                                            | 12                                           | 4 feb 1950                                   | 11 feb 1950                                  | 590                                          | Austràlia                                    | [ 7 ]                                        |                                              |                                              |
| Jocs de l'Imperi Britànic i de la Mancomunitat |      |              |                                              |                                              |                                              |                                              |                                              |                                              |                                              |                                              |                                              |
| V                                              | 1954 | Vancouver    | 9                                            | 24                                           | 30 jul 1954                                  | 7 ago 1954                                   | 662                                          | Anglaterra                                   | [ 8 ]                                        |                                              |                                              |
| VI                                             | 1958 | Cardiff      | 9                                            | 36                                           | 18 jul 1958                                  | 26 jul 1958                                  | 1122                                         | Anglaterra                                   | [ 9 ]                                        |                                              |                                              |
| VII                                            | 1962 | Perth        | 9                                            | 35                                           | 22 nov 1962                                  | 1 des 1962                                   | 863                                          | Austràlia                                    | [ 10 ]                                       |                                              |                                              |
| VIII                                           | 1966 | Kingston     | 9                                            | 34                                           | 4 ago 1966                                   | 13 ago 1966                                  | 1050                                         | Anglaterra                                   | [ 11 ]                                       |                                              |                                              |
| Jocs de la Mancomunitat Britànica              |      |              |                                              |                                              |                                              |                                              |                                              |                                              |                                              |                                              |                                              |
| IX                                             | 1970 | Edinburgh    | 9                                            | 42                                           | 16 jul 1970                                  | 25 jul 1970                                  | 1383                                         | Austràlia                                    | [ 12 ]                                       |                                              |                                              |
| X                                              | 1974 | Christchurch | 9                                            | 38                                           | 24 gen 1974                                  | 2 feb 1974                                   | 1276                                         | Austràlia                                    | [ 13 ]                                       |                                              |                                              |
| Jocs de la Mancomunitat                        |      |              |                                              |                                              |                                              |                                              |                                              |                                              |                                              |                                              |                                              |
| XI                                             | 1978 | Edmonton     | 10                                           | 46                                           | 3 ago 1978                                   | 12 ago 1978                                  | 1474                                         | Canadà                                       | [ 14 ]                                       |                                              |                                              |
| XII                                            | 1982 | Brisbane     | 10                                           | 46                                           | 30 set 1982                                  | 9 oct 1982                                   | 1583                                         | Austràlia                                    | [ 15 ]                                       |                                              |                                              |
| XIII                                           | 1986 | Edinburgh    | 10                                           | 26                                           | 24 jul 1986                                  | 2 ago 1986                                   | 1662                                         | Anglaterra                                   | [ 16 ]                                       |                                              |                                              |
| XIV                                            | 1990 | Auckland     | 10                                           | 55                                           | 24 gen 1990                                  | 3 feb 1990                                   | 2073                                         | Austràlia                                    | [ 17 ]                                       |                                              |                                              |
| XV                                             | 1994 | Victoria     | 10                                           | 63                                           | 18 ago 1994                                  | 28 ago 1994                                  | 2557                                         | Austràlia                                    | [ 18 ]                                       |                                              |                                              |
| XVI                                            | 1998 | Kuala Lumpur | 15                                           | 70                                           | 11 set 1998                                  | 21 set 1998                                  | 3633                                         | Austràlia                                    | [ 19 ]                                       |                                              |                                              |
| XVII                                           | 2002 | Manchester   | 17                                           | 72                                           | 25 jul 2002                                  | 4 ago 2002                                   | 3679                                         | Austràlia                                    | [ 20 ]                                       |                                              |                                              |
| XVIII                                          | 2006 | Melbourne    | 16                                           | 71                                           | 15 mar 2006                                  | 26 mar 2006                                  | 4049                                         | Austràlia                                    | [ 21 ]                                       |                                              |                                              |
| XIX                                            | 2010 | Delhi        | 17                                           | 71                                           | 3 oct 2010                                   | 14 oct 2010                                  | 4352                                         | Austràlia                                    | [ 22 ]                                       |                                              |                                              |
| XX                                             | 2014 | Glasgow      | 17                                           | 71                                           | 23 jul 2014                                  | 3 ago 2014                                   | 4947                                         | Anglaterra                                   | [ 23 ]                                       |                                              |                                              |
| XXI                                            | 2018 | Gold Coast   | 19                                           | 71                                           | 4 abr 2018                                   | 15 abr 2018                                  | 4426                                         | Austràlia                                    | [ 24 ]                                       |                                              |                                              |
| XXII                                           | 2022 | Birmingham   | 20                                           | 72                                           | 28 jul 2022                                  | 8 ago 2022                                   | 5054                                         | Austràlia                                    | [ 25 ]                                       |                                              |                                              |
| XXIII                                          | 2026 |              |                                              |                                              |                                              |                                              |                                              |                                              |                                              |                                              |                                              |